# O.J. Simpson
Orenthal James Simpson, kendt som O.J. Simpson (9. juli 1947 – 10. april 2024) også kaldt "The Juice", var en pensioneret amerikansk fodboldspiller, skuespiller, talsmand og dømt kriminel. Han blev først kendt som amerikansk fodboldspiller. Han udmærkede sig som den første NFL-spiller, som løb mere end 2000 yards med bolden, en rekord han satte i 1973-sæsonen. 
I 1995 blev O.J. Simpson frikendt for mord på Nicole Brown og hendes ven Ron Goldman. Senere, i 2006, udgav han bogen If I did it, hvor han med detaljer beskriver, hvad han ville have gjort, hvis han havde dræbt sin ekskone og Ron Goldman.
Den 4. februar 1997 i Santa Monica, blev O.J. Simpson kendt erstatningsretslig ansvarlig for Nicole Brown Simpson og Ronald Goldmans død, og blev dømt til at betale en erstatning på 33,5 millioner dollar. På dette tidspunkt havde Simpson brugt hele sin formue og mere til på forsvaret i straffesagen, og han havde ingen mulighed for at betale en sådan sum.
I 2008 blev han dømt for væbnet røveri og kidnapning i en sag, der involverede et forsøg på at tage sportsmemorabilia tilbage, som han hævdede var hans egne. Han blev idømt op til 33 års fængsel og løsladt i 2017 på prøveløsladelse.
O.J. Simpson afsonede sin fængselsstraf i Lovelock Correctional Center i Lovelock, Nevada. Den 1. oktober 2017 kl. 0:08 lokaltid (07:08 UTC) blev han prøveløsladt. Tidspunktet blev valgt for at undgå for meget medieopmærksomhed. Han skulle i en fem-års periode være under opsyn, måtte ikke mødes med andre kriminelle, og kun indtage alkohol i moderate mængder.